# Schwarzau am Steinfeld
Schwarzau am Steinfeld é um município da Áustria localizado no distrito de Neunkirchen, no estado de Baixa Áustria.